# Mientras me dure la vida
 Mientras me dure la vida  es una película de Argentina filmada en Eastmancolor dirigida por Carlos Otaduy sobre su propio guion que se estrenó el 2 de julio de 1981 y que tuvo como actores principales a Carlos Otaduy y Cecilia Cenci.

## Sinopsis
La lucha de los primeros pobladores vascos que llegaron a la provincia de Santa Fe en las décadas de 1920 y 1930.

## Reparto
- Carlos Otaduy
- Cecilia Cenci
- Iñaki Aierra
- Luis María Aiesa
- Felipe Ávila
- Luis Pe-Menchaca
- Silvia Folgar
- Steven Wiell
- Lucrecia Castagnino

## Comentarios
Clarín dijo:

«Recuerdos de provincia…Buen nivel de producción y loables intenciones…documento telúrico…excesivo detallismo en las imágenes de aspectos laterales del drama.»

La Razón opinó:

«Algo para recordar. Es interesante, distinta, trasunta esfuerzo, empeño y resulta agradable. Las faenas rurales minuciosamente mostradas y tienen una gran dosis de realismo.»

Manrupe y Portela escriben:

«Casi documental y atípica aproximación a otro tipo de inmigración. Filmada con empeño a pesar de las fallas. Aiesa, uno de los cuatro jóvenes vascos (junto con Aierra, Pe-Manchaca y Ávila) venidos especialmente para protagonizar el film, se suicidó apoco de finalizar el rodaje»